# Lech am Arlberg
Lech am Arlberg är en bergsby och exklusiv skidort i kommunen Lech i distriktet Bludenz i förbundslandet Vorarlberg i västra Österrike. Orten ligger precis vid floden Lech. Geografiskt och historiskt har orten tillhört domsagan i Tannberg, men turistmässigt tillhör det regionen Arlberg. Administrativt styrs orten tillsammans med byarna Zürs, Zug, Oberlech och Stubenbach.
Lech är mest känt för sin skidåkning. Skidsystemet är sammanlänkat med de närliggande byarna Zürs, St Christof, Sankt Anton, Stuben, Warth och Schröcken. De två sistnämnda länkades samman med Lech säsongen 2013/2014 via gondol-liften Auenfeldjet genom Auenfeld-passet. 
Lech är start- och slutpunkten för "Der Weisse ring" ("Den vita ringen"), en populär rundtur av nedfarter och liftar i skidsystemet Ski Arlberg.
Vintersemestern i filmen På spaning med Bridget Jones spelades in i Lech.